# Kein Zickenfox
Kein Zickenfox ist eine Dokumentation von Dagmar Jäger und Kerstin Polte über das Frauenblasorchester Berlin. Der Film wurde durch eine Crowdfunding-Kampagne ermöglicht.

## Handlung
Der Film zeigt das 2003 gegründete Berliner Frauenblasorchester bei Proben und kleineren Konzerten, stellt einzelne Musikerinnen und ihren Alltag vor und erzählt ein wenig aus der Geschichte des größten Frauenblasorchesters der Welt. Außerdem begleitet der Film das Orchester bei einer Tournee ins fränkische Wachenroth und zeigt die Vorbereitungen sowie das Konzert in der Berliner Philharmonie.

## Aufführungen und Kinostart
Der Film wurde nach seiner Fertigstellung auf einigen Filmfestivals gezeigt und gewann dort die folgenden Auszeichnungen:
- Queer Film Festival Hamburg (2014):  Publikumspreis (Dokula) Beste Dokumentation[1]
- Queerfilm-Festival Bremen 2014: Publikumspreis (queerfilm)[2]
- Pink Apple Zürich 2014:  Publikumspreis in der Kategorie Dokumentarfilm
- Queer Film Festival Hannover 2014:  Goldene Perle (Publikumspreis)[3]

Nach einigen Vorabpremieren, unter anderem im Berliner Moviemento-Kino am internationalen Frauentag, ist der offizielle Kinostart am 17. März 2016.